# 周川珺
周川珺（1997年10月28日—），出生于湖南怀化，中國男演員。影视作品有《喵喵汪汪有妖怪》、《一根木头》等。

## 生平
周川珺曾就读于沅陵一中，后以模特身份出道，2017年进入中央戏剧学院就读。
2019年，周川珺登上了综艺《青春有你》的舞台，与丁飞俊演唱了《慢慢等》。